# Hermann Roesler
Karl Friedrich Hermann Roesler (18 décembre 1834– 2 décembre 1894) est un juriste et économiste bavarois qui fut conseiller étranger au Japon pendant l'ère Meiji.

## Biographie
En 1878, le gouvernement de Meiji invite Roesler à venir travailler au Japon en tant que conseiller en droit international au ministère des Affaires étrangères. L'une des raisons qui le pousse à partir au Japon est sa conversion au catholicisme romain en 1878, Roesler pouvait alors être destitué de son emploi au Mecklembourg à cause de sa religion. Une rencontre fortuite avec l'ambassadeur japonais en Allemagne, Shūzō Aoki, lui offre cette occasion et il devient l'un de ces experts juridiques allemands et français qui travaillent sur l'établissement d'un système juridique au Japon.
En 1884, Roesler devient l'un des conseillers du cabinet du Japon. À la demande de Hirobumi Itō, Roesler assista Kowashi Inoue et tient un rôle important dans l'élaboration du droit commercial japonais et de la constitution Meiji.
Depuis l'époque de la mission Iwakura, l'oligarchie de Meiji a étudié les différentes formes de gouvernement en Occident et est très impressionné par le modèle austro-germano-prussien qui est basé sur les théories de Lorenz von Stein et Rudolf von Gneist, et sur l'organisation du gouvernement prussien conçu par Albert Mosse. Roesler recommande pour le Japon une monarchie constitutionnelle dans laquelle le monarque serait le chef d'État et ne serait pas limité par le pouvoir législatif, dont la principale fonction serait de donner son avis et son consentement aux décisions de l'empereur et non pas de gouverner le pays ou de promulguer des lois. De plus, c'est l'empereur qui aurait la souveraineté et non pas le peuple.
Roesler reste au Japon jusqu'en 1893. Durant ce séjour, ses contacts avec la légation allemande présente au Japon et avec la communauté d'expatriés allemands sont presque inexistants.
Après avoir quitté le Japon, Roesler et sa famille s'installent à Bolzano en Autriche-Hongrie, où il meurt peu de temps après.

## Œuvres
- Lehrbuch des Deutschen Verwaltungsrechts (Textbook of Administrative Law). Erlangen: Deichert 1872 f.
- Die deutsche Nation und das Preußenthum (The German Nation and Prussianity). Zürich: Schmidt 1893.